# Iwanowka (Region Altai, Kurjinski)
Iwanowka (russisch Ивановка) ist ein Selo (Dorf) in der russischen Region Altai. Der Ort ist Verwaltungssitz der Landgemeinde Iwanowski selsowet im Kurjinski rajon.

## Geographie
Iwanowka befindet sich 16 Kilometer westlich vom Rajonzentrum Kurja. Die nächste auf Straßen erreichbare Bahnstation ist Rubzowsk an der Strecke von Barnaul in das kasachische Semei 58 Kilometer (Luftlinie) westlich.

## Geschichte
Der Ort wurde im Jahr 1887 von dem aus der Gegend von Smeinogorsk stammenden Bauern Ilja Jemiljanowitsch Schipulin gegründet, dessen Sohn Iwan hieß. Er hatte zunächst den Status einer Derewnja. Es wurde dort auch eine Kirche erbaut. Spätestens seit Ende der 1960er Jahre bildete Iwanowka mit dem Nachbarort Gornowka einen Sowchos, der Feinwoll-Schafe aufzog. Dieser war nach dem 50. Jahrestag der Gründung der Sowjetunion benannt und hatte nach der Erwirtschaftung von einer Million Rubel den Status eines sowchos-millioner. 
Im Jahr 2005 wurde in Iwanowka eine nach Josef Stalin benannte offene Aktiengesellschaft (OAO) Kolchos imeni I. W. Stalina gebildet, die sich mit der Pflanzenproduktion beschäftigte. Nach deren Liquidation im Jahre 2011 wurde sie als Gesellschaft mit beschränkter Haftung (ООО) fortgeführt, die sich aber seit 2015 ebenfalls in Liquidation befindet (Stand 2020). Daneben gab es von 2012 bis 2017 auch eine nach Stalin benannte Handelsgesellschaft.

### Bevölkerungsentwicklung
| Jahr | Einwohner |
| ---- | --------- |
| 1911 | 2.309     |
| 1926 | 1.623     |
| 2002 | 1.247     |
| 2010 | 854       |

Anmerkung: Volkszählungsdaten

## Iwanowski selsowet
Die Landgemeinde (selskoje posselenije) Iwanowski selsowet (russisch Ивановский сельсовет) wurde im August 1920 in der Talowskaja wolost als Dorfsowjet eingerichtet. Dieser gehörte seit 1924 (mit Unterbrechungen) zum Kurijski rajon. Im Jahr 2003 erhielt die Verwaltungseinheit den Status einer Landgemeinde. Ihr gehören die folgenden beiden Orte an:
| Name     | Ortstyp  | Einwohner (2010) |
| -------- | -------- | ---------------- |
| Gornowka | Siedlung | 191              |
| Iwanowka | Selo     | 854              |